# Гамма-каротаж
Гамма-каротаж — метод дослідження розрізів бурових свердловин, що ґрунтується на реєстрації природного гамма-випромінювання гірських порід.
Уперше запропонований і розроблений в 1933 р. Використовується для пошуків, розвідки і випробування уранових і торієвих руд та інш. к.к., що асоціюють з U і Th (наприклад, калійних солей, калієвих слюд, рідкісних металів); літологічного розчленування розрізів тощо.